# Puruhá
Los puruhaes conocidos como puruhás o puruhuay fueron etnias numerosas de indígenas que ocupaban las provincias de Chimborazo, Bolívar, Tungurahua y parte de Cotopaxi de la república del Ecuador. Tuvieron una monarquía federativa, donde cada curaca o régulo gobernaba independientemente su propio pueblo; pero en casos graves relativos al bienestar general, todos los jefes se juntaban a deliberar en asamblea común, presidida por el régulo. Tenían un gobierno bien organizado y leyes que arreglaban la sucesión al poder. La monarquía era hereditaria y sucedía siempre el hijo varón. Se dice que el inca Atahuallpa era hijo de una mujer puruhá del linaje Duchicela pero la documentación histórica no ha podido comprobar aquello.

## Etimología
El nombre de Nación Puruhá está sujeto a discusión por varios investigadores. Aquiles Pérez, atribuye el nombre de Puruhá por varias parcialidades que existían con este nombre en esta región, y como Puruhuay como apelativo, los puruhaes habitaron las tierras de Guano al Chibunga sin embargo los cronistas españoles denominaron como Puruhayes a todas las parcialidades de la provincia de Chimborazo. El topónimo Puruhuay proviene del colorado bululá. que significa familia grande o tribu. Esta a su vez es el resultado de migraciones que llegaron probablemente desde el norte ya sea por mar o por tierra.

## Historia
La historia aborigen ecuatoriana comprende los periodos conocidos como: Paleo-Indio, período Formativo, período de Desarrollo Regional, período de Integración. Dentro del período de Integración (500 a 1500 d. C.) se fueron formando grupos de naciones con una extensión territorial propia con gobiernos independientes. Los principales núcleos y nacionalidades aborígenes que habitaron el territorio nacional antes de la invasión de los incas y de la conquista española fueron:
- Sierra: Pastos, Quitus, Puruhaes, Cañaris y Paltas, etc
- Costa: Cayapas, Atacames, Mantas, Huancavilcas y Punaes, etc
- Oriente: Quijos, Cofanes, Jíbaros (Shuaras), etc.

### Periodos de la Cultura Puruhá
Durante el período de Integración en la provincia de Chimborazo, sucedieron varios sub-periodos; Protopanzal de la nación Puruhá:
- Tuncahuán
- San Sebastián o Guano
- Elenpata
- Huavalac
- Conquista Inca

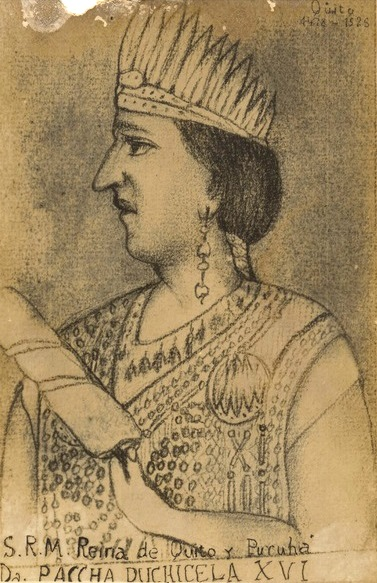
Retrato de Paccha Duchicela

De todos estos periodos, se considera al de Elenpata el de mayor desarrollo relativo a los otros cuatro. Si bien el periodo de la conquista inca ha sido el que más atención a atraído tanto a historiadores como a escritores y literatos. Es sin embargo Elenpata el lugar más interesante arqueológicamente hablando y es una pieza clave dentro de la mitología puruhá. A este le sucedería el periodo de Huavalac que dura cerca de un siglo y es truncado por la conquista incaica. Es por esta razón que Elenpata es donde se desarrolla el auge de esta cultura con relativa soltura, sin presiones de conquistadores y como un actor importante dentro de los demás señoríos étnicos de Ecuador. Se debe tomar en cuenta la mitología atrás de Elenpata, puesto que se cree que en esta región existía un gran Lago, que era sagrado y era el lugar donde habitaba Pini, la serpiente mitológica que es el centro del rito de Catequil. Es importante mencionar que existen cuatro manantiales a catequil llamados catequilla en esta región. Dos cerca del río Chambo y dos cerca del río Chimbo. Se cree que el Lago se extinguió después de una erupción del volcán Chimborazo. En los extensos cementerios de Elenpata, que en la actualidad es un pueblo cerca del río Guano, en la parroquia homónima se han encontrado varios yacimientos arqueológicos que son de gran interés puesto que empezaron a florecer en el siglo IX. Al ser una continuación del periodo de San Sebastián se puede delimitar que es una época distinta a través del análisis cerámico que ahora presenta decoración y pintura. Esto se debe a la influencia de la cultura Protopanzaleo I. Es más, se cree que la relación entre Protopanzaleo I y II es análoga a la relación entre el periodo de San Sebastián y de Elenpata. Una característica importante de este periodo de Elenpata es el uso de los triángulos escalonados. Al ser contenporáneos de la cultura Tiahuanaco, se ha buscado indicios de influencia en su cerámica.
Tomando en cuenta la corta duración del periodo Huavalac, es importante resaltar más bien lo ocurrido en la conquista Inca. Es creencia basada en historiadores, y aun conjetura arquológica la existencia de Paccha Duchicela, quien supuestamente habría sido madre de Atahualpa. La historia cuenta que después de la conquista de Huayna Capac, el inca la tomaría como esposa para formar una alianza política. Según Gonzalo Fernández de Oviedo y Valdés, cronista de la conquista: «el inca Huayna Cápac tuvo razón suficiente de casarse y vivir con ella, cosa de treinta años en las casas de placer en Quito, y tener en ella muchos hijos,

### Idioma puruhá
Los puruhás hablaban su propio idioma que en la actualidad se encuentra perdida. Aunque está documentada no está clasificada. Esto se debe a que se conoce muy poco de esta lengua aunque se sabe que comparte sufijos toponómicos con el cañari que era hablado un poco más al sur y la estructura fonológica de algunas palabras también apuntan que compartía con el cañari características diferentes del resto del lenguas de la región (ocurrencia de oclusivas sonoras a principio de palabra, existencia de /ž/, terminaciones -pala, -pud, -bug, -shi). Por esa razón se considera que las coincidencias son el reflejo de que muy probablemente estas lenguas estaban emparentadas. Dado que no han sido posible clasificarlas a través de emparentamientos con otros idiomas regionales como ocurre con las lenguas barbacoanas, al momento se las clasifica como las lenguas cañar-puruhá.

## Arqueología
En la actualidad existe una potencial red arqueológica compuesta por 5 sitios en esta zona del cantón Riobamba: cerro Juan Coshitolo, muro Ingapirca, Payacucha, cerro Tzuztzuk y cerro Collay.

### Cerámica

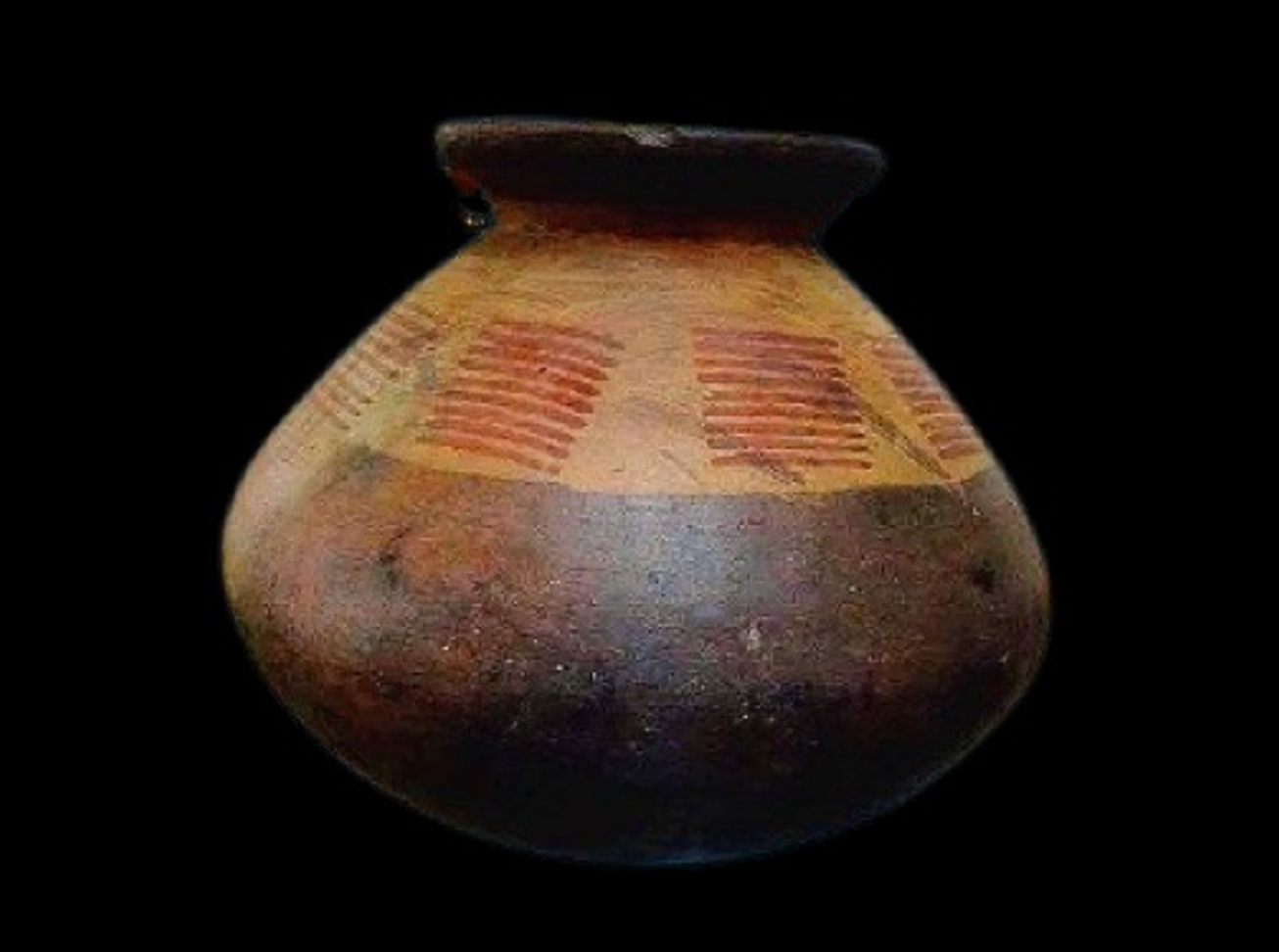
Vasija con pintura negativa

La cerámica Puruhá ha variado de acuerdo con la época de su historia. Esta es una de las formas en las que se delimita cada era de las cuatro en las que generalmente se las divide. Muestra influencia tanto de los señoríos vecinos como también desarrollos propios. Sin embargo, las cerámicas más características, hasta el momento según las investigaciones, de esta cultura es la que se desarrolló en Elenpata. Esta se caracteriza por tener decoración con color rojo, ser de uso ceremonial, tener bajorrelieves y altorrelieves que muchas veces expresan motivos antropomórficos. Pueden ser encontrados en varios museos como la Casa del Alabado, el Centro de Interpretación Cultural Patati-Urcu, así como en colecciones privadas. Según la descripción de Jijón y Caamaño, la cerámica Puruhá se caracteriza por tener "compoteras que eran de naturaleza más rustica y servían para colocar alimentos y también se usaban con fines ceremoniales". Era común encontrar estas compoteras en Elenpata. Además de esto era común los trípodes que eran usados tanto en la vida cotidianda como en los entierros. La pintura con la que se decoraba la cerámica puruhá, a partir del segundo periodo, de Elenpata era pintura negativa, sus motivos muchas veces eran geométricos y la carga simbólica era menos frecuente que las de la cultura de la costa, sin embargo estaba presente y era superior a culturas como la Caranqui.

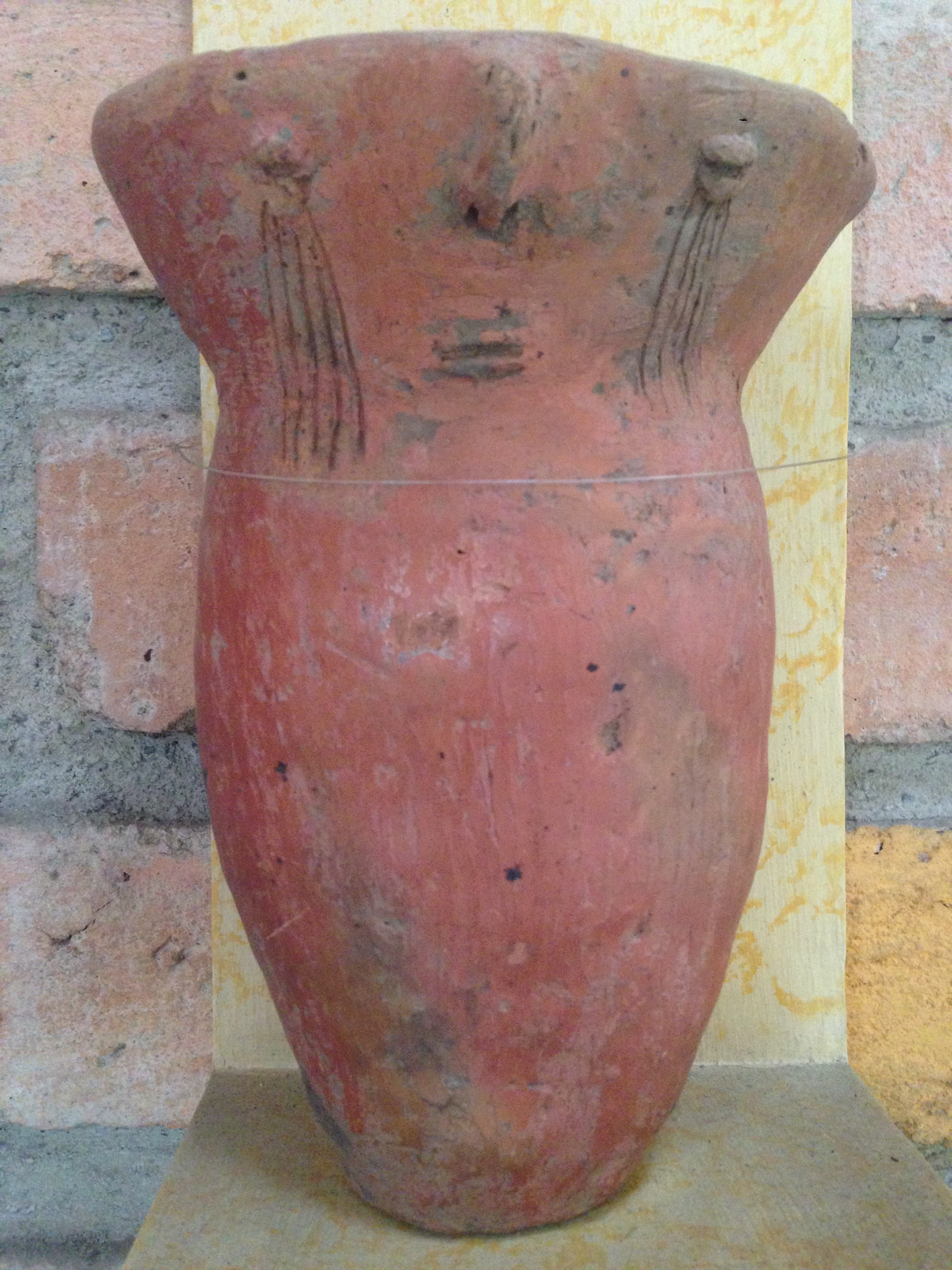
Vasija antropomorfa con una persona llorando
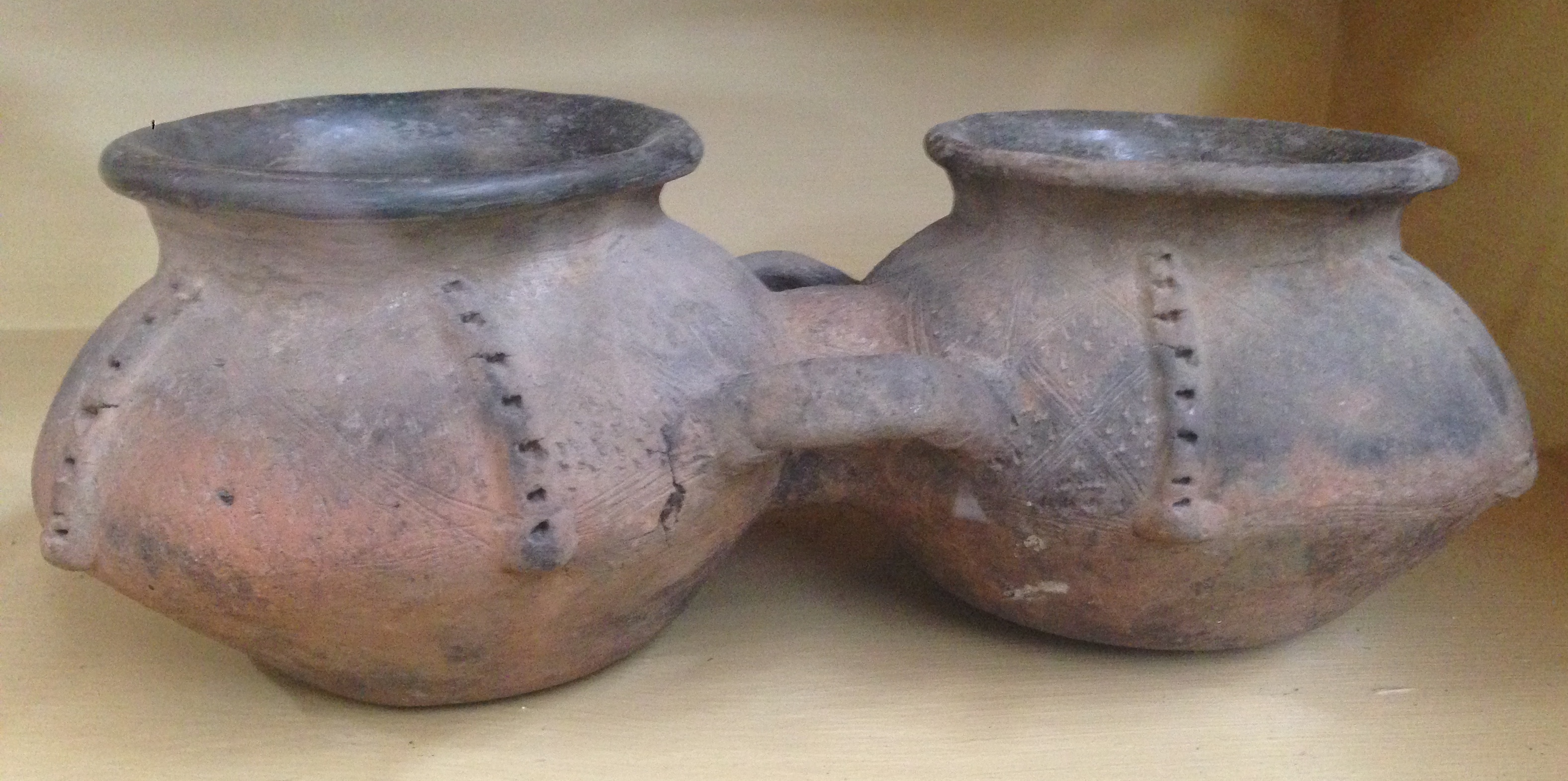
Ollas sin pintura y con un bajorrelieve
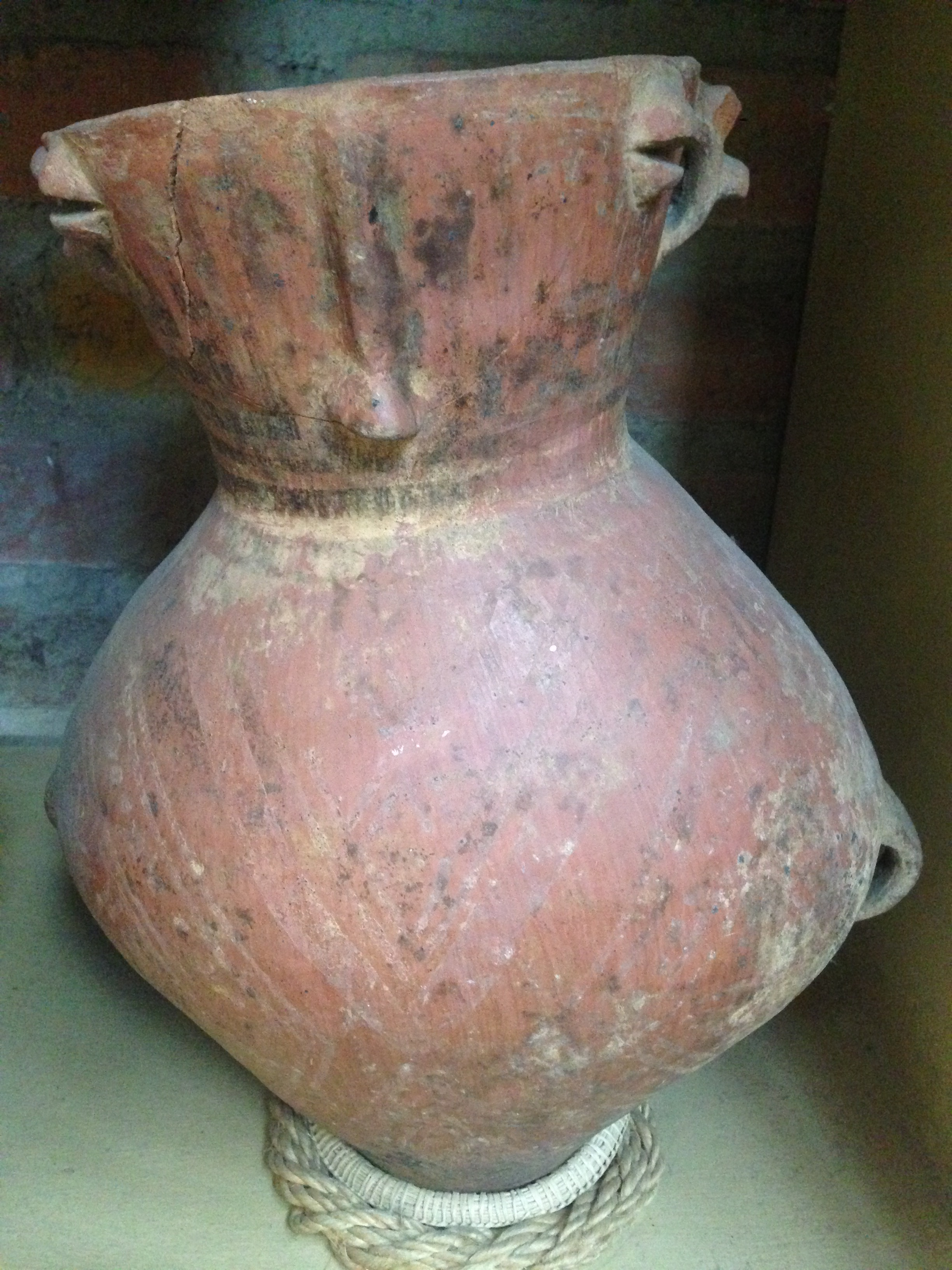
Vasija antropomorfa con pintura negativa

### Cerro Collay
Uno de los lugares arqueológicos más importantes es el cerro Collay que tiene cerca de 700 m de altura y 28.186,13 m² de extensión. Se ubica específicamente en la parroquia de Yaruquíes, cantón Riobamba, provincia de Chimborazo. Se cree que fue un sitio al mismo tiempo ceremonial y habitacional por la cultura antigua Puruhá. Es importante porque acá existe gran cantidad cerámica que muestra influencia de la cultura Cañari, así como del comercio mantenido con los señoríos costeños. Desde este cerro se pueden observar 3 lomas que asimismo son importantes para el estudio arqueológico de Puruhá. Además existen lo que se cree fueron diez poblados que se extienden hasta una parte de Riobamba. Desde investigaciones anteriores se creía que este cerro era usado como un sitio ceremonial, así como militar por el control que realiza sobre el entorno, de manera similar a como era usado el yavirac (Panecillo) por los quitus.
En este cerro se han encontrado más de 500 fragmentos de cerámica y obsidiana. Al estar aislados del resto de montañas provee de una vista que es estratégica, militarmente hablando. Los estudios arqueológicos se han realizado desde el siglo pasado, sin embargo fueron descontinuados y desde el año 2013 empezaron a retomarse. Se cree que se hacían rituales tradicionales en la cima del cerro, que ahora está siendo ocupado por un templo evangélico lo que muestra que es considerado todavía como un lugar sagrado. Se empezaron a realizar más excavaciones en el año 2016 que han mostrado evidencia además de ocupación cañari, de la conquista incaica. En general el periodo histórico que maneja este cerro es desde 500 a. C. hasta la conquista española.
En concreto de las cerámicas que fueron encontradas, el 74% pertenecen a la cultura puruhá, por lo que se puede afirmar que este lugar era un asentamiento clave para esta antigua cultura. Además la presencia de cerámica cañari muestra el intenso comercio que existió durante el periodo de Tacalshpa y Cashaloma de la cultura Cañari.

### Textiles

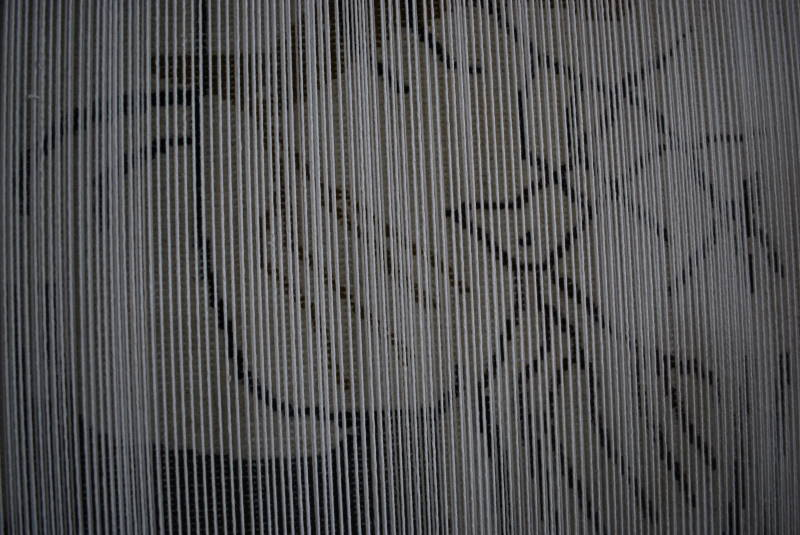
Patrón de confección de textiles tradicionales en Guano, con técnica vertical

Uno de los lugares más importantes de culto religioso tradicional de los puruhaes es el llamado ahora en quichua Puskhana Rumi que traducido sería “Piedra de la Hilandera”. Se encuentra en San Juan, en la provincia de Chimborazo. Se cree que fue un lugar de culto que estaba relacionado con el hilado y tejido. Es importante recordar que en esta región empezaría lo que después se convertiría en los obrajes de la Real Audiencia de Quito. Después de la conquista el culto en este lugar fue sustituido y en parte sincretizado con el culto a la Virgen de las Mercedes. Además acá se ha encontrado mucha cerámica Puruhá. En el lugar se encuentra una piedra que mide cerca de 90 metros y se encuentra parcialmente enterrada. Es considerada sagrada hasta la actualidad y muchos habitantes de la provincia dan testimonio de supuestos milagros. Se lo conoce como espejo de piedra porque se podía reflejar una persona a manera de un espejo. En cambio la palabra piedra de la hilandera se refiere a que se ha visto frecuentemente a una mujer sentada en el borde de dicha piedra mientras hilaba, rodeada de ovejas. Se creía que si se dejaban ofrendas se multiplicaría el ganado.

### Entierros
Según lo que se sabe hasta el momento de esta cultura, los entierros se hacían a un metro y medio de profundidad, lo que les diferencia de la costumbre practicada por los quitus que enterraban a una profundidad mayor a sus difuntos. La investigación de estos entierros fue iniciada por las excavaciones hechas por Jijón y Caamaño en 1927 pero después fueron descontinuadas. Al igual que en el Cerro Collay, fueron retomadas en la última década gracias a las investigaciones realizadas por la UNACH. Existen entierros cerca del pueblo de Guano y la periodización que se conjetura va desde el año de 500 hasta 1460 a. C. Esto lo emplaza en medio del periodo de Integración o de los señoríos étnicos y es de importante interés, puesto que esta región estaba vinculada al comercio entre señoríos a través de los mindalaes. Es más esta región era una de las limítrofes al sur de este comercio que se hacía con los quitus-panzaleos al norte, los caranquis más al norte y terminaba con los pastos. Los entierros son una forma además de identificar la jerarquía y organización de esta cultura. Se sabe que hubo estratificación social según muestran las diferentes tumbas encontradas, lo que enriquece nuestro conocimiento de las fases de desarrollo de Elenpata y Huavalac. Además existen tumbas en Payacucha y en Ruicruz que están siendo consideradas para mayor exploración arqueológica.

### Religión

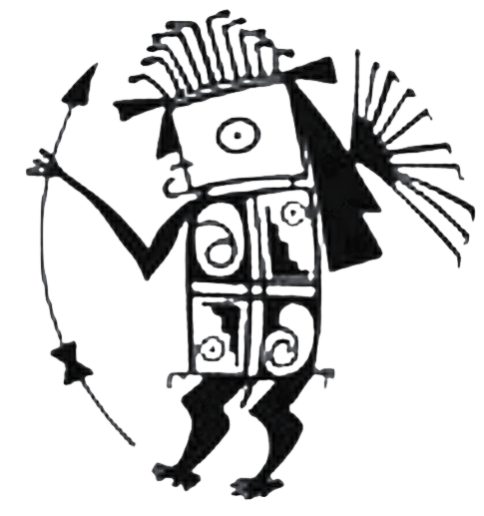
Catequil

Dentro de la religión ancestral Puruhá encontramos a dos deidades importantes, Catequil y Pillallau. El primero es un dios cuyo culto fue muy difundido en los andes septentrionales. Existen cuatro lugares con el toponimio catequilla en territorio Puruhá, por lo que se conjetura que acá el culto a esta deidad fue mucho más frecuente. Los otros tres lugares se encuentran el primero en Latacunga, cerca del Río Cutuchi, y los otros dos emplazados en la línea equinoccial, en territorio Quitu y Caranqui respectivamente. El culto a Catequil era muy difundido e incluso fue investigado etnográficamente por los esposos Costales (Alfredo y Piedad) en el siglo XX, lo que daría como consecuencia el importante libro sobre mitología prehispánica llamado "Mitos Quitu-Cara", publicado en 1996. Este rito consistía en baños sagrados en algún manantial que era considerado como una "poza de catequil" por la comunidad. En este rito se usaban muchos animales de la zona como ranas de Ambato, o los anfibios Cutuchi de Latacunga. Se creía antiguamente que la serpiente Pini, vivía en esta región en una gran laguna que desapareció después de una erupción del Chimborazo. El objetivo de este rito era formar futuros líderes de la comunidad y el culto a Catequil fue tan importante que después fue sincretizada tanto por indígenas de Colombia como de Perú. Con la conquista incaica esto se generalizó y entró dentro del panteón como un dios del trueno, similar a Illapa. Sin embargo en los señoríos étnicos de Ecuador, el culto a Catequil estaba más bien ligado no a la predicción del futuro como un oráculo sino a la conexión con el pasado, que según la mitología prehispánica en Ecuador, habían llegado a las costas los pobladores originarios durante un eclipse lunar. Por esto el culto a catequil se realizaba cuando la luna estaba en cuarto menguante a punto de desaparecer puesto que esto simulaba un eclipse, solo que el sol no se encontraba en el cielo, sino en el "inframundo" es decir abajo de la tierra, puesto que era realizado en la noche. Esto era también representado en la cerámica de la cultura Milagro Quevedo, en concreto en las "cocinas de brujo" que muchas veces se han interpretado como "pozas de Catequil", por contener agua en el medio, donde se supone vivía Catequil y tener en el exterior bajorrelieves y altorrelieves de animales que formaban parte de este culto, en especial los sapos con lo que el rito iniciaba y la serpiente con lo que se supone finalizaba. Era común además las representaciones ornitomorfas, lo que conectaría. aunque aún no está comprobado, con los toponimios de Quito y Pichincha que hacen referencia a una paloma alinegra y al gorrion andino respectivamente. Aves consideradas sagradas que vivían en las antiguas lagunas de Añaquito y Turubamba.Por último, es importante rescatar el valor arqueológico que tienen los cuatro manantiales llamados catequillas que se encuentran en territorio Puruhá y es importante su preservación debido a su valor cultural, y potencial para la reconstrucción del pasado de Ecuador. 

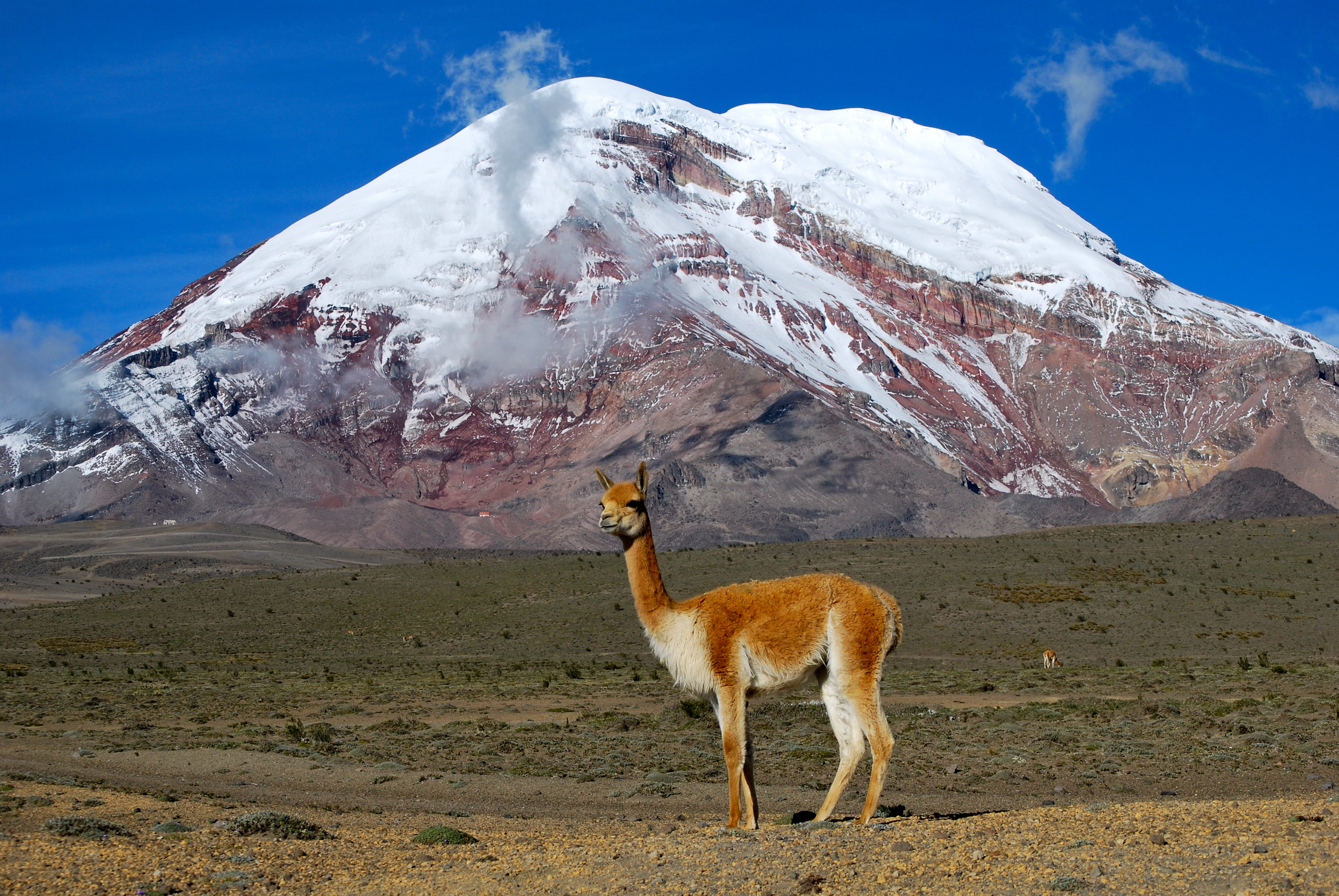
Volcán Chimborazo

A todo esto se suma el culto a Pillallau, que se creía vivía en el tope del Chimborazo y era similar a un grifo, por su torso de cóndor y sus pies de puma. Se desconoce dónde se emplazaban los templos para Pillallau, pero se conjetura podrían haber estado cerca de Píllaro. Sin embargo este poblado fue destruido por terremotos y esto es una conjetura que se basa en toponimios y en tradiciones musicales y no ha sido probado arqueológicamente.Hasta donde el culto por el Chimborazo era al volcán específicamente o a Pillallau, la deidad que ahí vivía está todavía por confirmarse. Es importante sin embargo mencionar que contrario a lo que hoy la creencia popular dice, el género de Chimborazo era femenino, por lo que las referencias contemporáneas de "taita Chimborazo" y las leyendas de que embarazaba mujeres son distorsiones posteriores fruto de la pérdida del idioma y la influencia del castellano que asigna género masculino a lo terminado en "o". Esto además puede estar relacionado con una deidad llamada "chuhuajinu" en lenguas barbacoanas y en su versión quechuisada "chusalongo", que era una energía interna de las montañas a las que se le atribuía antiguamente energía sexual.

## Actualidad

### Ubicación geográfica
Está asentado en la provincia de Chimborazo, en nueve cantones:
1. Cantón Riobamba, en las parroquias de Riobamba, Yaruquíes, Cacha, Calpi, Flores, Licto, Pungalá, Punín, Quimiag, San Juan y San Luis.
2. Cantón Alausí, en las parroquias de Alausí, Achupallas, Guasuntos, Multitud, Pumallacta, Sibambe y Tixán.
3. Cantón Colta, en las parroquias de Cajabamba, Santiago de Quito, Sicalpa, Cañí, Columbe y Juan de Velasco.
4. Cantón Chambo, en la parroquia de Chambo.
5. Cantón Guamote, en las parroquias de Guamote, Cebadas y Palmira.
6. Cantón Guano, en las parroquias de La Matriz, El Rosario, Ilapo, San Andrés, San Isidro de Patulú y Valparaíso.
7. Cantón Pallatanga, en la parroquia de Pallatanga.
8. Cantón Penipe, en las parroquias de Penipe, El Altar, Matus, Puela, San Antonio de Bayushig y Bilbao.
9. Cantón Cumandá en la parroquia de Cumandá.

La población estimada de esta nacionalidad es de 200 000 habitantes aproximadamente, organizados en alrededor de 780 comunidades. Son bilingües, su lengua madre el idioma kichwa y el español como segunda lengua.

### Prácticas productivas
Esta nacionalidad se dedica a la agricultura utilizando abono orgánico y técnicas artesanales: arado, yunta; cultivan hortalizas y cereales que direccionan una parte al consumo propio y otra al mercado local y provincial; también realizan labores ganaderas; elaboración de artesanías: poncho, shigras, prendas de vestir, etc. Estas actividades son realizadas con medios artesanales y tecnológicos, donde son utilizados circunstancialmente tratamientos químicos.

### Indumentaria
Cada comunidad puruhá propone tejidos con ciertas particularidades, además contextualiza sus indumentarias con elementos simbólicos relacionado con la naturaleza, deidades, cosmos y la comunidad, constituyéndose todos con singular belleza y una gama de colores que no solo muestra la riqueza cultural e identitaria, sino que, además, nos permite adentrarnos a diferentes códigos y símbolos que están plasmados en cada elemento textil.Las fajas, también llamadas chumpis en idioma kichwa llevan nombres distintos dependiendo del tamaño y color. Existen las kawiñas que miden 2 metros de largo y 15 centímetros de ancho tejidas con una mezcla de cuatro colores que son el amarillo, el rojo, el verde y el azul; también las mama chumpis que miden un metro de largo y el ancho puede variar de 15 hasta 30 centímetros; finalmente, están las wawachumpis que miden entre 2 y 3 metros de largo y entre 15 y 20 centímetros de ancho y son tejidas con una mezcla de colores más vivos, como rosado, rojos, verdes y blancos.La faja va más allá de formar parte de la vestimenta indígena. Es un conjunto de símbolos, colores, formas, vivencias y saberes que trascienden en la historia y perpetúan la memoria colectiva de los pueblos andinos. Las fajas semejan libros abiertos para leer la cultura, identidad y particularidades de cada pueblo, símbolos y signos propios que transmiten la cosmogonía, cosmovisión y sabiduría de los pueblos andinos.En el cantón Colta y norte de Guamote, las mujeres usan principalmente la baeta o chal de color verde como un símbolo de la naturaleza, ya que cuentan los abuelos que el color verde es color de esperanza. El anaco o falda negra es sujetada con una mama chumbi de color rojo y con la kawiña, como un símbolo de fuerza, que cuenta con gráficos zoomorfas y antropomorfas que representa la historia de los pueblos. Los sombreros de color blanco adornados con cintas negras e hilos de colores, los accesorios de toda mujer puruhá son de color rojo como un símbolo de protección de los siete chakras o los puntos energéticos.

### Fiestas y costumbres
Los Puruhaes celebran muchas fiestas, hay que aclarar que varias de ellas fueron impuestas por la conquista inca y luego por la española. Las fiestas originarias fueron:
- La fiesta de la cosecha: Realizada por la madurez de las sementeras de maíz en el mes de junio.
- El nombre del hijo: Los padres del niño van de casa en casa haciendo un ritual en el que se utiliza una tijera, dándole al final un nombre indígena.
- La minga de la casa: Todos los indígenas acudían a la construcción de una casa haciendo una fiesta y se repartía chicha y comida.
- Matrimonio: El hombre iba a la casa de la chica requerida con un dote, el cual al ser aceptado marcaba el cierre del trato.
- El nacimiento: Considerado natural al nacer el niño le ponían un nombre, la madre no guardaba reposo ni tomaba alimentos especiales.
- Los entierros: A los muertos los sepultaban en sus propias chozas con sus mejores ropas, con alimento y bebida.
- Educación: Los padres compartían sus conocimientos a sus hijos. La llamada tradición oral resguardaba las historias.
- Idioma: El idioma originario fue el puruhuay que con el pasar del tiempo y a las conquistas fue perdiéndose aprendiendo así el idioma quichua.

### Prácticas medicinales
Los puruhaes aún practican la medicina alternativa, utilizan plantas medicinales tanto para curar como para limpiar desequilibrios energéticos, utilizan animales para diagnosticar estados de salud, como el cuy; acostumbran también a bañarse en las cascadas como tratamiento para curar los nervios; a más de utilizar estos medios para mantener la salud, también hacen uso de la medicina moderna, consumiendo los conocidos medicamentos genéricos, los remedios químicos y se acude al hospital de la localidad en caso de problemas graves de salud.

### Costumbres, símbolos y creencias
Los puruhaes mantienen la costumbre de una alimentación ligada a los productos que da la tierra, por ello su alimentación contiene: cereales y hortalizas, máchica, arroz de cebada, morocho, zanahoria y brócoli; sumando a esta dieta frutas, carnes y alimentos procesados industrialmente. Su costumbre y creencias religiosas están vinculadas a las Iglesias católica y evangélica, creencias que hoy en día se entremezclan con prácticas propias de religiosidad natural, donde el vínculo con la naturaleza se torna simbólico.